# Marie Cahill

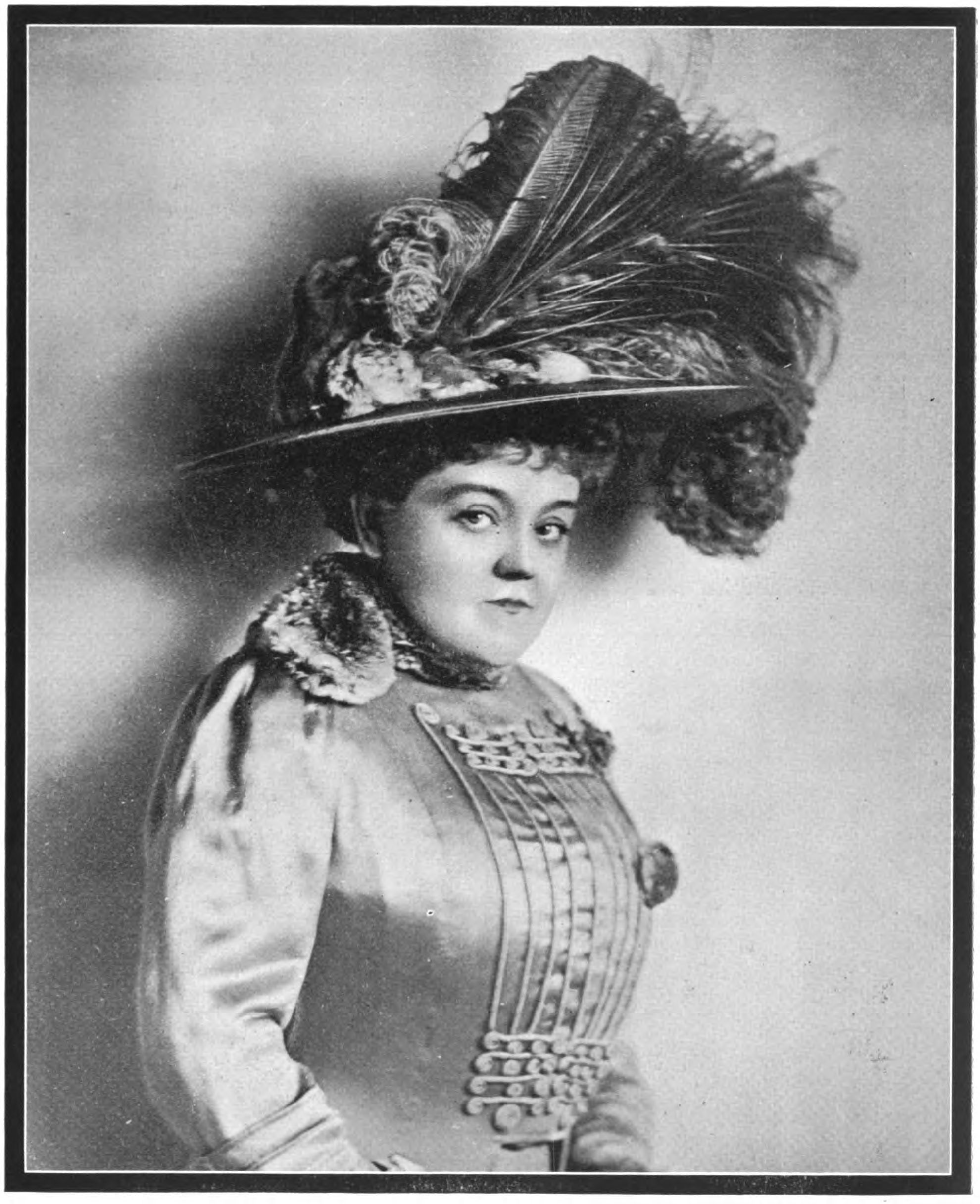
Marie Cahill in The Boys and Betty (1908)

Marie Cahill (* 29. Dezember 1866 in Brooklyn, New York City; † 23. August 1933 in New York City) war eine Broadway-Bühnenschauspielerin und Sängerin. Ihre Aufnahme des Dallas Blues von 1917 ist eine der ältesten Bluesaufnahmen.

## Biografie
Cahills Eltern waren die irischen Einwanderer Richard und Mary (geb. Groegen) Cahill. Cahill begann ihre Bühnenkarriere Mitte der 1880er Jahre zunächst in Brooklyn und dann am Broadway. Ihre Songs Under the Bamboo Tree aus der Broadwayshow Sally in Our Alley sowie Nancy Brown aus dem Musical The Wild Rose, beide aus dem Jahr 1902, wurden populäre Hits. Am 18. Juni 1903 heiratete Cahill ihren Manager Daniel V. Arthur; die Ehe bestand bis zu ihrem Tod.
Ab 1915 spielte Cahill in einigen Stummfilmen. Ab 1917 machte sie Musikaufnahmen. 1917 spielte sie den Dallas Blues ein, eine der ältesten erhaltenen Bluesaufnahmen. In den 1920er Jahren wurde sie zum Vaudeville-Star. Ihre letzte große Show war 1930 bis 1931 The New Yorkers. Marie Cahill starb am 23. August 1933 in New York City.